# Internet Security Association and Key Management Protocol
Internet Security Association and Key Management Protocol (ISAKMP) ist ein Netzwerkprotokoll zum Aufbau von Security Associations (SA) und Austausch von kryptographischen Schlüsseln im Internet. Das Protokoll wurde ursprünglich im RFC 2408 definiert und dann in das im RFC 4306  definierte Protokoll Internet Key Exchange (IKEv2) integriert.

## Übersicht
ISAKMP definiert Prozeduren für die Authentifikation von Kommunikationspartnern, Erstellung und Management von Security Associations, Schlüsselerzeugung sowie die Verringerung von Angriffsmöglichkeiten (z. B. Denial-of-Service- oder Replay-Attacken). Üblicherweise wird IKE für den Schlüsselaustausch benutzt, es sind jedoch auch andere Methoden möglich.
Das Protokoll definiert Prozeduren und Paketformate zur Erstellung, Aushandlung, Modifizierung und Löschung von Security Associations. SAs enthalten Informationen, welche für die Ausführung von verschiedenen Sicherheitsdiensten auf der Vermittlungsschicht (wie zum Beispiel ESP oder AH), der Transport- oder Anwendungsschicht benötigt werden.

## Implementierung
Unter Microsoft Windows übernehmen die IPsec-Dienste die Funktion von ISAKMP.
Das KAME-Projekt implementiert ISAKMP für BSD und Linux.